# پرنوسراتوپس
پرنوسراتوپس (نام علمی: Prenoceratops) نام یک سرده از زیرراسته شاخ‌چهرگان است.